# Lucasianus levaillantii
Lucasianus levaillantii är en skalbaggsart som först beskrevs av Lucas 1849.  Lucasianus levaillantii ingår i släktet Lucasianus och familjen långhorningar.
Artens utbredningsområde är:
- Frankrike.
- Portugal.

Inga underarter finns listade i Catalogue of Life.